# Csánk Rottmann Elemér
Csánk Rottmann Elemér, születési nevén Rottmann Elemér Ferenc József László (Budapest, Józsefváros, 1897. július 11. – Budapest, Józsefváros, 1969. február 3.) magyar építész, Császár Ferenc (1807–1858) jogász, költő dédunokája.

## Pályafutása
Rottmann József (1867–1945) orvos, egyetemi tanár és kolgyári Császár Aranka (1874–1941) gyermekeként született. 1923-ban a Magyar Királyi József Műegyetemen építészmérnökként diplomázott. Pogány Móric és Tőry Emil építészek irodájában készült tervei alapján bővítették a belügyminisztérium épületét 1925–26-ban. Az 1920-as évek végéig főleg nagyobb építkezések művezetését végezte, így a Korb Flóris és Kappéter Géza által tervezett pécsi Erzsébet Tudományegyetem és a szegedi Ferenc József Tudományegyetem, a szolnoki Bábaképző Intézet, a budapesti MÁV Kórház épületein, 1932-ben. Az 1930-as évek végéig és a negyvenes évek elején több kórházat és egészségügyi intézmény terveit készítette el, amelyek közül a Kútvölgyi Úti Oktatókórház kiemelkedik a modern homlokzatkiképzés és a belső térelosztás korszerű megoldásával. Több tervpályázaton és kiállításon szerepelt sikeresen. 1949-ig magánirodát vezetett, Később a Középülettervező Intézet (majd Vállalat), a (KÖZTI) Magasépítési Tervezőcsoport vezetője lett. Ezután főként lakóházak, kultúrházak és ipari épületek tervezésével foglalkozott. Szakcikkei jelentek meg a kórházépítés témájában.
Felesége Osvald Erzsébet volt, akit 1925. november 6-án Budapesten, a Ferencvárosban vett nőül. Gyermekei Elemér, István, Veronika, János és Eszter.
A zebegényi temetőben helyezték végső nyugalomra.

## Fontosabb épületei
- Közegészségügyi és Bakteriológiai Intézet (1938)
- Székesfehérvári Ciszterci Szent István Gimnázium
- Zebegényi nyaralók (1934)
- A Magyar Királyi Igazságügyi Palota (Kúria) épületének második világháború utáni helyreállítása